# José Antonio Pecharromán Fabián
José Antonio Pecharromán Fabián (Càceres, 16 de juny de 1978) és un ciclista espanyol que va debutar com a professional l'any 2000, a l'equip Jazztel-Costa de Almería.
Va destacar la seva temporada 2003, en la que va aconseguir vèncer a la Volta Catalunya i la Euskal Bizikleta.
Va ser sancionat durant nou mesos pel Comité de Competició de la Federació Espanyola de Ciclisme per donar positiu per Carboxifinasteride. Fet que li va costar l'acomiadament de l'equip on militava aleshores, el Benfica.
Un cop retirat, va entrar en política, en les files del PSOE. Fou regidor a Daimiel (Ciudad Real), on vivia i, posteriorment, va tenir un càrrec en la Junta de Castella-la Manxa.

## Palmarés
- 2003
  -  1r a la Volta a Catalunya i vencedor d'una etapa
  - 1r a l'Euskal Bizikleta i vencedor de 3 etapes

### Resultats a la Volta a Espanya
- 2001. 49è de la classificació general
- 2002. 27è de la classificació general
- 2004. 49è de la classificació general